# Друге Чурашево
Друге Чура́шево (рос. Второе Чурашево, чув. Чăрăш) — присілок у складі Маріїнсько-Посадського району Чувашії, Росія. Входить до складу Бічурінського сільського поселення.
Населення — 118 осіб (2010; 142 у 2002).
Національний склад:
- чуваші — 99 %